# Parafia św. Jana Chrzciciela w Owińskach
Parafia pw. św. Jana Chrzciciela w Owińskach – rzymskokatolicka parafia w Owińskach w gminie Czerwonak, przynależąca do dekanatu czerwonackiego archidiecezji poznańskiej. Została utworzona w XIV wieku. Od 2013 roku nadzór duszpasterski sprawują sercanie biali. Siedziba parafii znajduje się przy placu Przemysława w Owińskach.

## Terytorium
- Annowo,
- Bolechówko,
- Miękowo,
- Owińska,
- Potasze.

## Miejsca kultu
- kościół św. Jana Chrzciciela w Owińskach - dawny kościół zakonny, obecnie parafialny
- kościół św. Mikołaja w Owińskach - dawny kościół parafialny, obecnie pomocniczy

## Proboszczowie
- 1939 – 1962 ks. Antoni Piotrowski
- 1963 – 1973 ks. Walenty Szymański
- 1973 – 1995 ks. Jarosław Andrzejewski
- 1995 – 2013 ks. Kazimierz Tomalik
- 2013 – 2024 o. Leszek Gólczyński SSCC
- od 2024 o. Krzysztof Wasiuk SSCC